# Jean-François Vlérick
Jean-François Vlerick (Levallois-Perret, 24 giugno 1957) è un attore e doppiatore francese.

## Biografia
Jean-François Vlérick è nato il 24 giugno 1957 à Levallois-Perret, figlio dell'attrice Mado Maurin.
Il giovane Jean-François fece parte molto presto di una specie di compagnia familiare battezzata con la professione "petits Maurin" e composta insieme ai suoi fratelli Jean-Pierre Maurin (1941-1996), Yves-Marie Maurin (1944-2009), Patrick Dewaere (1947-1982), Dominique Collignon-Maurin (1949-) e sua sorella Marie-Véronique Maurin (1960-).
Ha debuttato all'età di tre anni e all'età di sette con il nome di Jean-François Maurin recitò in Le troiane diretto da Michael Cacoyannis e Aspettando Godot di Samuel Beckett, diretto da Roger Blin.
Ha esordito come attore televisivo nel 1960, recitando in un episodio della serie La belle équipe.

## Filmografia

### Cinema
- Trois enfants... dans le désordre, regia di Léo Joannon (1966)
- Un ombrello pieno di soldi (Le jardinier d'Argenteuil), regia di Jean-Paul Le Chanois (1966) non accreditato
- L'homme à la Buick, regia di Gilles Grangier (1968) non accreditato
- La promesse, regia di Paul Feyder e Robert Freeman (1969)
- La maison des bories, regia di Jacques Doniol-Valcroze (1970)
- Le revolver et la rose, regia di Jean Desvilles (1970)
- Stop Calling Me Baby! (Moi, Fleur bleue), regia di Eric Le Hung (1977)
- Liberty belle, regia di Pascal Kané (1983)
- La source, regia di Jean-Jacques Aublanc (1988)
- La Soule, regia di Michel Sibra (1989)
- Un pesce color rosa (The Favour, the Watch and the Very Big Fish), regia di Ben Lewin (1991)
- Agnosie, regia di Cédric Frétard e Hugo Lafitte - cortometraggio (2007)
- Samsara - cortometraggio (2010)
- No Way, regia di Sophie Blanvillain - cortometraggio (2015)
- Le Hobbit: Le Retour du Roi du Cantal, regia di Léo Pons (2015)
- Dans le Bain d'Hector, regia di Jom Roniger - cortometraggio (2019)
- Cyborg: Deadly Machine, regia di Mathieu Cailliere (2020)

### Televisione
- La belle équipe – serie TV, 1 episodio (1960)
- Monsieur Dubois n'en croit pas ses yeux, regia di René Lucot – film TV (1961)
- Quatre-vingt-treize, regia di Alain Boudet – film TV (1962)
- La cage vide, regia di Jacques Rutman – film TV (1963)
- L'huitre et la perle, regia di Rober Iglesis – film TV (1964)
- Allô police – serie TV, 2 episodi (1967)
- Malican padre e figlio (Malican père et fils) – serie TV, 1 episodio (1967)
- La vie commence à minuit – serie TV (1967)
- Le voleur d'enfants, regia di Bernard Hecht – film TV (1967)
- Madame Thérèse, regia di Abder Isker – film TV (1968)
- Les petits enfants du siècle, regia di Michel Favart – film TV (1974)
- Adios, regia di André Michel – miniserie TV (1976)
- Banlieue Sud-Est, regia di Gilles Grangier – miniserie TV (1977-1978)
- Brigade des mineurs – serie TV, 1 episodio (1978)
- Médecins de nuit – serie TV, 1 episodio (1978)
- Arcole ou la terre promise, regia di Marcel Moussy – miniserie TV (1981)
- L'arme au bleu, regia di Maurice Frydland – film TV (1981)
- Lorelei, regia di Jacques Doniol-Valcroze – film TV (1982)
- Les enquêtes du commissaire Maigret – serie TV, 1 episodio (1985)
- Einstein, regia di Lazare Iglesis – miniserie TV, 1 episodio (1985)
- Cinéma 16 – serie TV, 1 episodio (1986)
- Albert Schweitzer – serie TV, 2 episodi (1987)
- La dictée, regia di Jean-Pierre Marchand – miniserie TV, 1 episodio (1988)
- La grande cabriole, regia di Nina Companeez – miniserie TV (1989)
- Tantie – serie TV (1989)
- L'enfant des loups, regia di Philippe Monnier – film TV (1991)
- Il commissario Maigret (Maigret) – serie TV, 1 episodio (1993)
- Julie Lescaut – serie TV, 1 episodio (1995)
- La poursuite du vent, regia di Nina Companeez – miniserie TV (1998)
- Marie-Tempête, regia di Denis Malleval – film TV (2000)
- Rien ne va plus, regia di Michel Sibra – film TV (2003)
- Tout pour être heureux, regia di Jean-Denis Robert – film TV (2004)
- Alice Nevers - Professione giudice (Alice Nevers) – serie TV, 2 episodi (2003-2005)
- L'enfant de personne – serie TV (2005)
- Il commissario Moulin (Commissaire Moulin) – serie TV, 1 episodio (2006)
- Avocats & associés – serie TV, 1 episodio (2008)
- Suor Therese (Soeur Thérèse.com) – serie TV, 1 episodio (2008)
- Clara, une passion française, regia di Sébastien Grall – film TV (2009)
- Spiral – serie TV, 1 episodio (2010)
- Les procès de l'Histoire – serie TV, 1 episodio (2011)
- Clémenceau, regia di Olivier Guignard – film TV (2012)
- Petits secrets entre voisins – serie TV, 1 episodio (2013)
- Bella è la vita (Plus belle la vie) – serie TV, 7 episodi (2015)
- Non hai scelta - Il coraggio di una madre (Une chance de trop), regia di François Velle – miniserie TV (2015)
- Delitto a... (Meurtres à...) – serie TV, 1 episodio (2021)

## Doppiatore
- Rahan - Fils des âges farouches – serie TV, 1 episodio (1987)
- Dio Brando in Stardust Crusaders (OVA)
- Dishonored - videogioco (2012) versione francese
- Wakfu – serie TV, 5 episodi (2014-2017)
- Blacksad: Under the Skin - videogioco (2019) versione francese